# Пуидраген
Пуидраге́н (фр. Pouydraguin) — коммуна во Франции, находится в регионе Юг — Пиренеи. Департамент — Жер. Входит в состав кантона Эньян. Округ коммуны — Миранд.
Код INSEE коммуны — 32325.

## География
Коммуна расположена приблизительно в 610 км к югу от Парижа, в 115 км западнее Тулузы, в 45 км к западу от Оша.
На северо-востоке коммуны протекает река Миду.

## Климат
Климат умеренно-океанический. Лето жаркое и немного дождливое, температура часто превышает 35 °С. Зимой часто бывает отрицательная температура и ночные заморозки. Годовое количество осадков — 700—900 мм.

## Население
Население коммуны на 2010 год составляло 145 человек.
| 1962 | 1968 | 1975 | 1982 | 1990 | 1999 | 2010 |
| ---- | ---- | ---- | ---- | ---- | ---- | ---- |
| 176  | 162  | 138  | 137  | 137  | 136  | 145  |

## Администрация
| Период | Период | Фамилия          | Партия                              | Примечания |
| ------ | ------ | ---------------- | ----------------------------------- | ---------- |
| 1947   | 1977   | Анри Дюлен       |                                     |            |
| 1977   | 1995   | Франсис Лебраншю |                                     |            |
| 1995   | 2008   | Реймон Дюлен     |                                     |            |
| 2008   | 2020   | Жерар Фитан      | Французская коммунистическая партия |            |

## Экономика
В 2010 году среди 83 человек трудоспособного возраста (15-64 лет) 60 были экономически активными, 23 — неактивными (показатель активности — 72,3 %, в 1999 году было 73,8 %). Из 60 активных жителей работали 53 человека (25 мужчин и 28 женщин), безработных было 7 (1 мужчина и 6 женщин). Среди 23 неактивных 4 человека были учениками или студентами, 15 — пенсионерами, 4 были неактивными по другим причинам.

## Достопримечательности
- Церковь Св. Сезара (VI век)
- Руины замка Латран